# Рейхсрат (Германия)
Рейхсра́т (нем. Reichsrat — букв. «имперский совет») — верхняя палата парламента Германии в 1919-1934 гг.

## История
Создан на основании Конституции 1919 года. Через некоторое время после установления фашистской однопартийной системы 14 февраля 1934 года Рейхсрат был упразднён.

## Формирование
Каждая из земель должна была иметь один голос плюс к этому дополнительную сумму голосов, из расчета 1 голос на каждые 700 тыс. избирателей, но ни одна из них не могла иметь более 2/5 всех голосов:
- Пруссия - 27;
- Бавария - 11;
- Саксония - 7;
- Вюртемберг - 4;
- Баден - 3;
- Тюрингия - 2;
- Гессен - 2;
- Ольденбург - 1;
- Мекленбург-Шверин - 1;
- Мекленбург-Стрелиц - 1;
- Брауншвейг - 1;
- Анхальт - 1;
- Липпе - 1;
- Шаумбург-Липпе - 1;
- Гамбург - 2;
- Бремен - 1;
- Любек - 1[1].

Члены рейхсрата (Reichsratsmitglieder) назначались из числа членов правительств земель на срок их полномочий, при этом половина из 26 голосов от земли Пруссия (всего рейхсрат состоял из 66 представителей земель), были представителями провинциальных комитетов и магистрата Берлина. Также правительства земель из числа своих членов могли назначать любое число замещающих членов Рейхсрата. 

## Полномочия
- утверждение имперских законов, утверждение внесения в них изменений и дополнений[4].
- утверждение имперского бюджета, после утверждения его Рейхстагом;
- утверждение ратификации международных договоров требующие изменения имперских законов, после утверждения его Рейхстагом.

## Внутренняя организация
Председателем рейхсрата являлся один из членов Имперского правительства (на практике как правило это был Имперский министр внутренних дел). 

## Комитеты
Также образовывал внутри себя специализированные комитеты, в рамках каждого из которых ни одна земля не могла иметь больше одного голоса, председателями каждого из которых также должен был быть член Имперского правительства.
- (политико-правовые вопросы)
  - Комитет внутреннего управления (Ausschuss für innere Verwaltung);
  - Комитет по иностранным делам (Ausschuss für auswärtige Angelegenheiten);
  - Правовой комитет (Ausschuss für Rechtspflege) (аналог комитета по законодательству);
  - Комитет по делам рейхсвера (Ausschuss für Reichswehrangelegenheiten);
  - Комитет по морским вопросам (Ausschuss für Seewesen);
- (экономические вопросы)
  - Комитет народного хозяйства (Ausschuss für Volkswirtschaft);
  - Комитет по вопросам транспорта (Ausschuss für Verkehrswesen);
  - Комитет по вопросам налогов и таможни (Ausschuss für Steuer- und Zollwesen);
- (процедурные вопросы)
  - Комитет по вопросам конституции и регламента (Ausschuss für Verfassung und Geschäftsordnung);
  - Комитет по вопросам бюджета и аудита (Ausschuss für Haushalt und Rechnungswesen)\
- (прочие)
  - Комитет по выполнению мирного договора (Ausschuss für Durchführung des Friedensvertrags)[5].

## Парламентские процедуры
Заседания Рейхсрата были открытые. Решения принимались простым большинством голосов.

## Резиденция
Резиденция Рейхсрата располагалась в здании Рейхстага.